# Сантос, Антония
Мари́я Анто́ния Са́нтос Пла́та (исп. María Antonia Santos Plata; 10 апреля 1782, Пинчоте, Сантандер — 28 июля 1819, Новая Гранада, Испанская империя) — героиня войны за независимость Колумбии. Она считается одной из главных женщин-героинь в этой войне наряду с Поликарпой Салавариетой Риос; Антония Сантос как соратница дела Освободителя, Симона Боливара, стала знаковой фигурой в борьбе за независимость испанских колоний в Южной Америке. Она создала так называемый «партизанский отряд Коморро» — первый, сформированный в провинции Сокорро для борьбы против испанского вторжения, и её брат Фернандо Сантос стал одним из лидеров повстанцев. Эта группа, занимавшаяся разрушением коммуникаций роялистов, поставками и поддержкой сведениями армию восставших, сыграла важную роль в сражениях при Пантано де Варгас и Бояке.
В результате предательства одного из своих соратников Антония Сантос в итоге была арестована и казнена 28 июля 1819 года, будучи признана «виновной в государственной измене». В память её героических действий, батальон ASPC № 7 Седьмой бригады четвёртой дивизии колумбийской национальной армии носит имя «Антония Сантос» в соответствии с резолюцией № 0027 от ноября 1986 года. Из её семьи впоследствии вышли несколько известных деятелей, таких как Эдуардо Сантос Монтехо и Хуан Мануэль Сантос Кальдерон, президенты Республики Колумбия соответственно в 1938 и 2010 годах.